# Inversion (jeu vidéo)
Pour les articles homonymes, voir Inversion.
Inversion est un jeu vidéo de tir à la troisième personne développé par Saber Interactive et édité par Namco Bandai Games, sorti en 2012 sur Windows, PlayStation 3 et Xbox 360.

## Accueil
- Destructoid : 5/10[1]
- Eurogamer : 5/10[2]
- Game Informer : 6/10[3]
- Gamekult : 3/10[4]
- GameSpot : 4/10[5]
- IGN : 5,5/10[6]
- Jeuxvideo.com : 10/20[7]